# ニンジン
ニンジン（人参、学名: Daucus carota subsp. sativus）は中央アジア原産のセリ科ニンジン属の二年草。畑で栽培し、多肉質の根は食用にされる。

## 名称
別名を、ナニンジン、セリニンジンともいう。
属名 Daucus、種小名 carota はラテン語でそれぞれ「パースニップ」、「ニンジン」の意。英名キャロットの名は種小名に由来する。
なお、本来、ニンジン（人参）とはオタネニンジン（朝鮮人参）を指す語であり、本種は本来は胡蘿蔔（こらふ・こらふく）と呼ばれた外来野菜であった。現在でも中国では胡蘿蔔と記述している。ちなみに「蘿蔔」とは「すずしろ」（ダイコンの異名）のことであり、「胡」は外来であることを示している。

## 特徴
東洋系ニンジンと西洋系ニンジンに大きく分けられ、東洋系は細長く、西洋系は太く短いが、ともに古くから薬や食用としての栽培が行われてきた。クセのある香りがあり、加熱すると甘味が出る。
食用とする根は長い倒円錐形で、ふつう長さは15 - 20センチメートル (cm) であるが、中には4 cmほどの短いものや、1メートル (m) を超す長い品種もある。根の色は橙色のほか、赤色、黄色などの種類がある。カロテノイドを含む黄色や橙色のものや、黒人参などアントシアニンを含む濃紫色や紅紫色のものがある。春から秋に大型の複散形花序を出して、多数の小さな白い5弁花を咲かせる。果実は細長い楕円形で、表面を覆うように鋭いトゲが多数つく。
なお、一般に薬草として用いられているオタネニンジン（朝鮮人参・高麗人参とも）はウコギ科の植物であり、本種とは別の科に分類される。

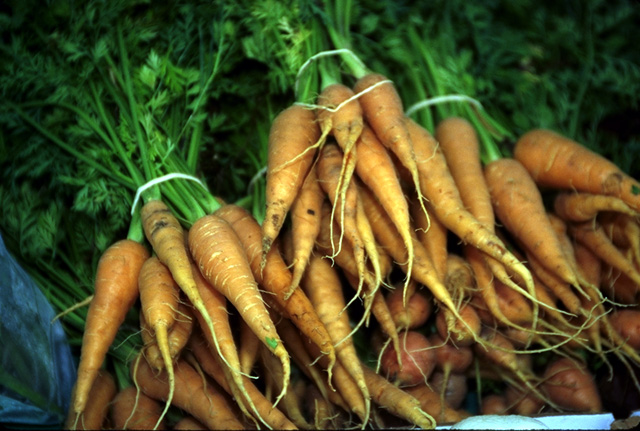
ニンジンの根
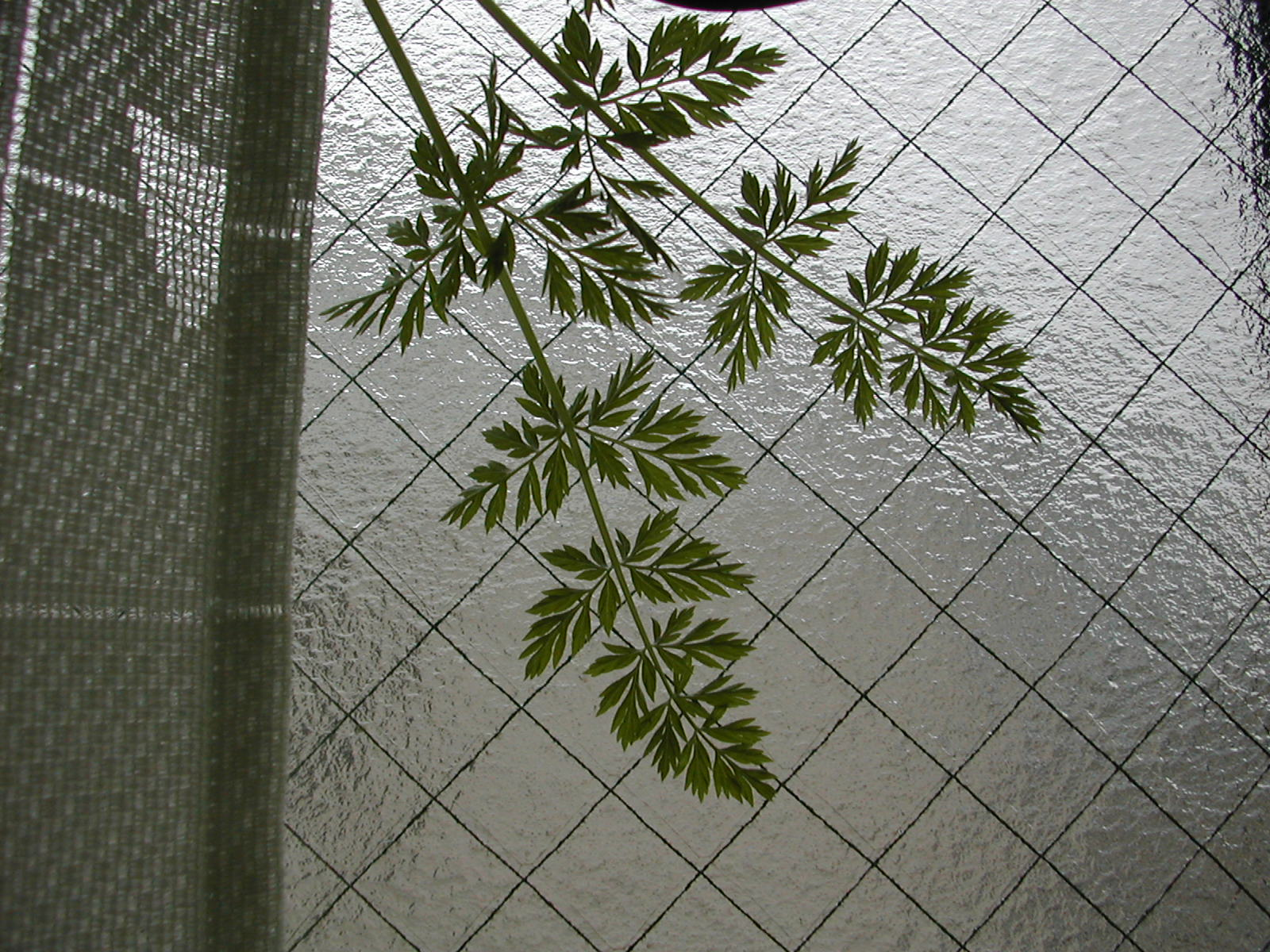
ニンジンの葉
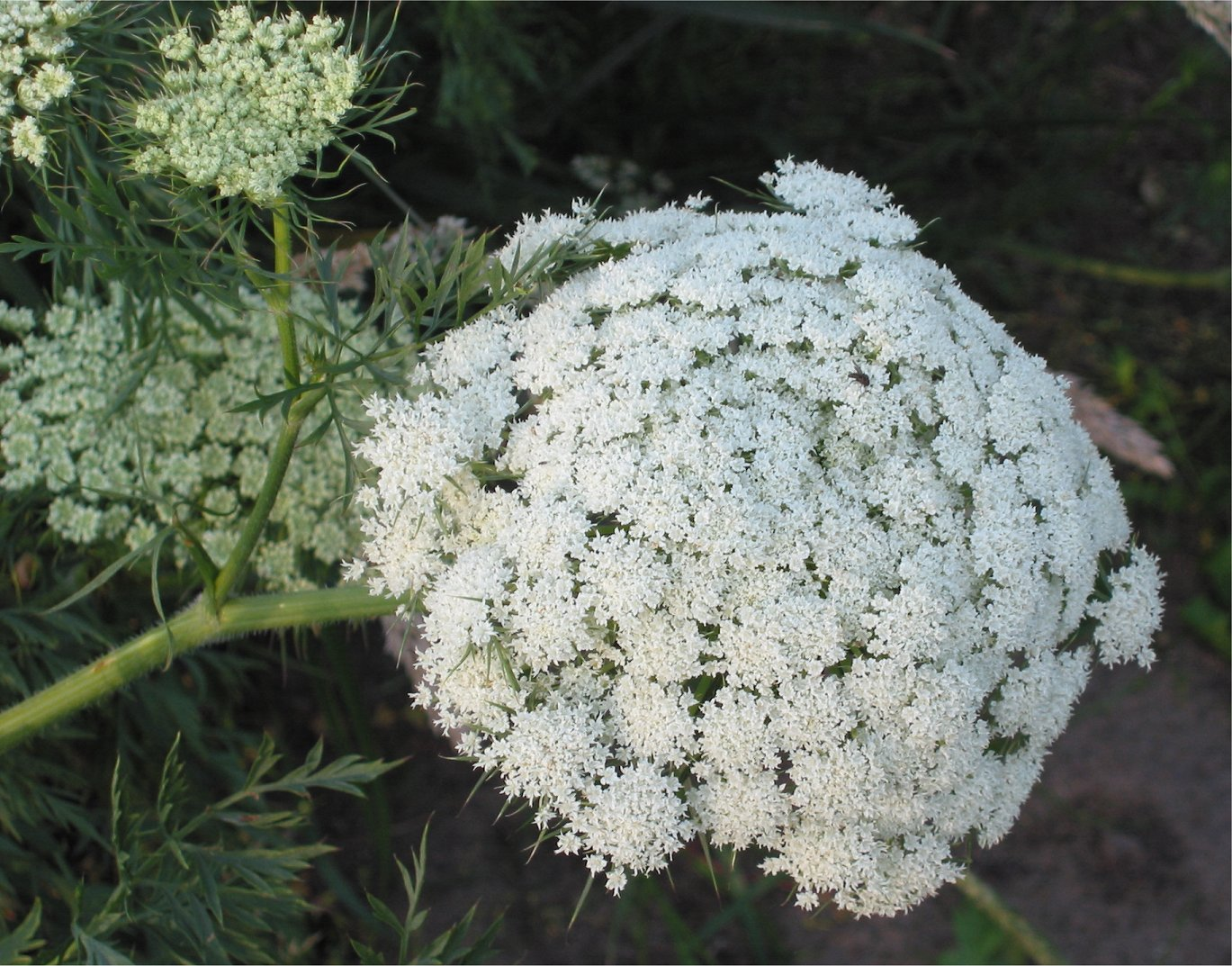
セリ科に特徴的な散形花序
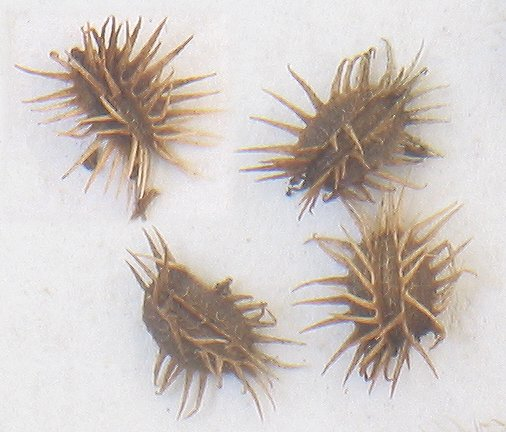
種子のように見える果実
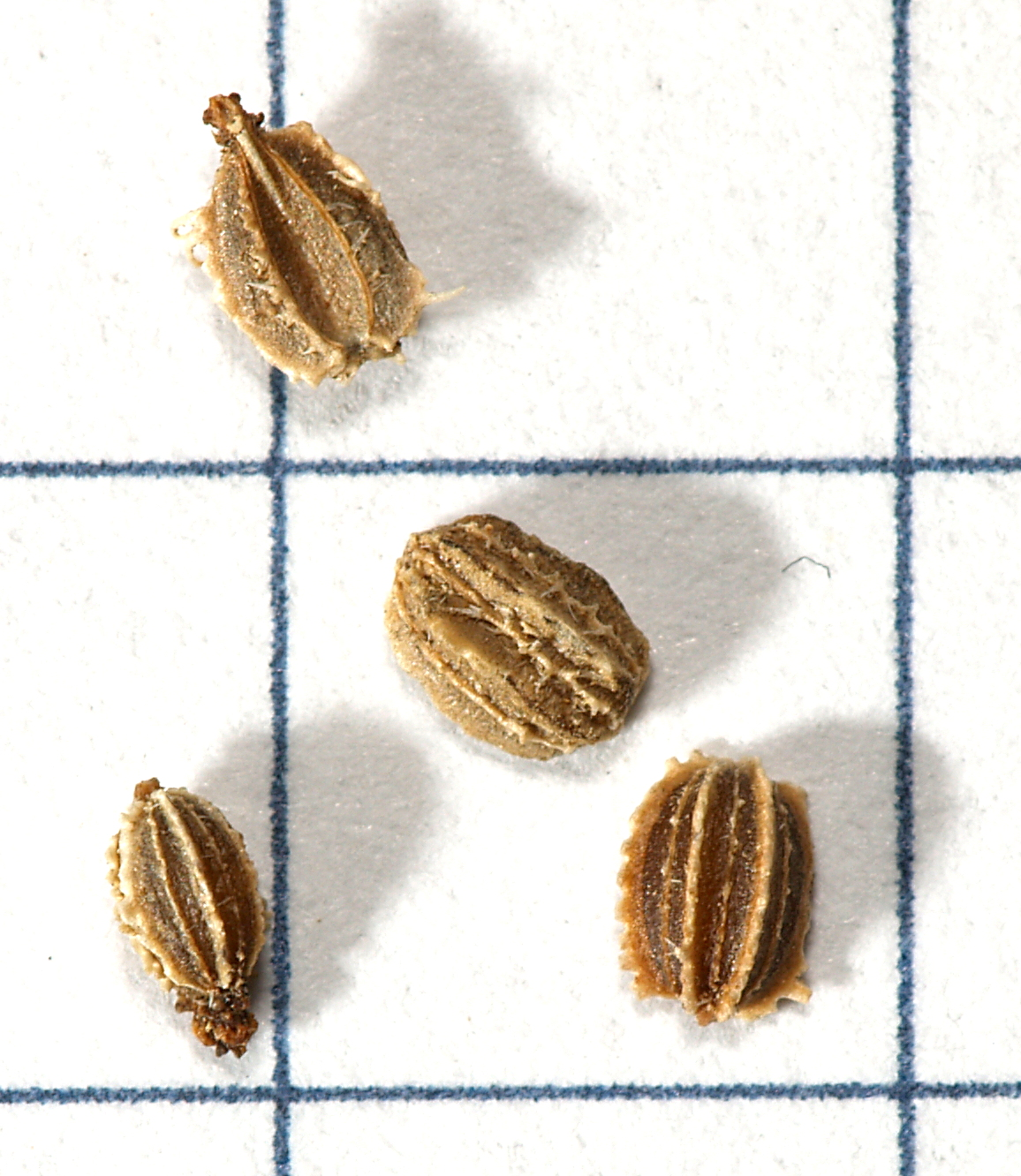
果実（格子は5 mm）
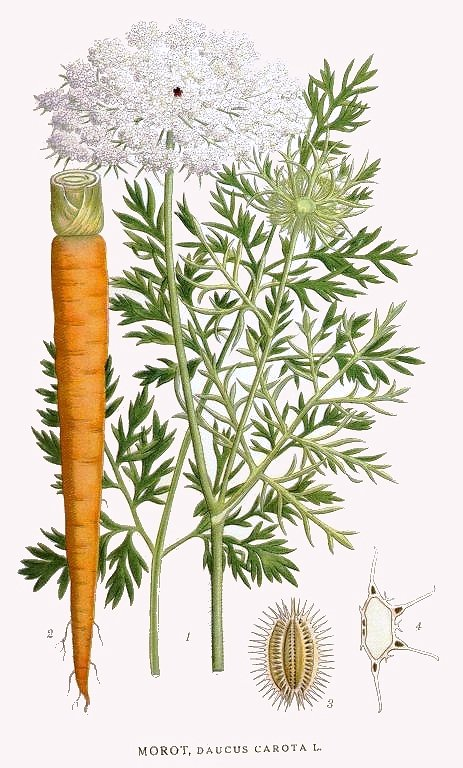
挿絵

## 歴史
ニンジンは中央アジアの原産で、西洋系ニンジンの原産地は小アジア、東洋系ニンジンの原産地は中央アジアともいわれている。原産地のアフガニスタン周辺で東西に分岐したともいわれ、世界各地に伝播した。西洋系ニンジンは15世紀ごろまでにヨーロッパに広まり、オランダやフランスを通り、イギリスへと西方へ伝来しながら改良が行われた。東洋系ニンジンは、10世紀ごろにはすでに中国に伝わっていたとみられる。
日本には16 - 17世紀ごろに中国から伝わり、短い期間で全国に広まった。江戸時代の農書に「菜園に欠くべからず」とある。日本で江戸時代に栽培されていた品種は東洋系が主流だったが、江戸時代後期に西洋系ニンジンが伝わり、明治期に入ると欧米品種が次々と導入されるようになった。東洋系ニンジンは栽培の難しさから生産量が減少し、戦後は西洋系品種が主流になっている。

## 栽培
種蒔きから収穫まで3 - 4か月ほどかかる野菜である。栽培方法は、初春に種をまき晩春から初夏に収穫する春にんじん（春まき栽培）と、夏から初秋に種をまいて晩秋から冬に収穫する秋冬にんじん（夏まき栽培）、冬にハウスで種をまき、春から晩秋に収穫する冬まき栽培がある。秋まきで育てる方が、収穫までとうが立ちにくい。栽培土壌は肥えている土地がよく、苗が小さいうちは雑草をこまめに除草する。連作は可能であるが、栽培はやや難しく、十分な日照が必要で、15 - 25度が栽培適温とされる。品種によって生育に適した時期がある。短根品種は、家庭で大型のプランター（コンテナ）を使った栽培もできる。
涼しい気候が適しているが、苗の段階では比較的高い温度にも耐えられる。ニンジンは発芽率が低く、種は好光性で吸水力が弱いため種撒き後は覆土はごく薄くし、雨後を狙って筋まきあるいは1か所に5 - 6粒ほど種を撒き、発芽するまで乾燥させないように管理する必要がある。
根が長く伸びるため畑はできるだけよく耕し、短根ニンジンは多くの土質で栽培が可能なためあまり考慮する必要はないが、有機質に富んだ砂質土壌が最適とされる。しかし過湿に弱く、水はけが悪いと根腐れを起こしてしまう。土壌酸度はpH6 - 6.5の弱酸性から中性が適し、酸性ほど生育が遅れ、裂根が多くなる。また、日陰では茎葉ばかりが茂り、根の肥大が悪くなるためなるべく日陰になりやすい場所は避けたほうが良い。
長根種は一部の地域で栽培されているだけで、現在は五寸ニンジンと呼ばれる長さ15 cm内外の品種が多く栽培されている。これは品種も肉質や外皮の色、形状と揃い、カロテンの含有量、作りやすさなどを目的にして改良が進んでいるものである。このほかプランターでの栽培が容易な、栽培期間が60 - 70日と短いミニニンジンもある。
ニンジンは種を撒いて発芽するまでに7 - 14日ほどかかる。種まき後、新聞紙などを掛けて土が乾かないように管理していると、雑草が一斉に生えてきてどれがニンジンかわからないほどである。また生えてきたニンジンは生育が遅いため、除草作業を怠ると雑草に負け枯れてしまうので、雑草は小さいうちに早く抜き取ることが大切である。生育期間中は間引きと追肥、株のまわりの土をかるくほぐす中耕を行う。最初は支えあって育つため、本葉2 - 3枚（草丈6 cmくらい）になるまで待ち、1か所3 - 4本に間引きする。その後、込み入っていると根が太くならないため、本葉が5 - 6枚（根が10 cmくらいにのころ）になってきたら、最終的に10 cm間隔ごとに1本ぐらいに間引く。追肥は化成肥料などを行い、畝間（株間）を軽く耕して株元に土を寄せる。
品種によって異なるが、およそ種まきから3 - 4か月後の葉が茂ってくるころが収穫期で、株元の根の太り具合を見て大きくなったものから収穫する。秋まきでは収穫が多少遅れても畑で貯蔵できるため問題ないが、春まきは収穫適期を逃すと根に鬆（ス）が入ることがある。また、春化を経て花茎が伸び始めたニンジンは形成層の内側が硬くなる「薹（トウ）立ち」を起こし、薹立ちしてしまったニンジンの芯の部分は食感が悪くなるため食用には適さなくなる。
病虫害は、キアゲハが卵を産み付けて幼虫による葉の食害を受けやすい。多少葉を食べられても問題にはならないが、見つけたら取り除いて捕殺する。また線虫（ネコブセンチュウ類やネグサレセンチュウ類）の被害を受けやすいので、前作に被害にあったところは避ける。
コンパニオンプランツとして、ニンジン（セリ科）とエダマメ（マメ科）を混植すると、お互いの害虫を予防する働きがあり、ニンジンの害虫キアゲハと、エダマメの害虫カメムシを寄せ付けにくくするといわれる。

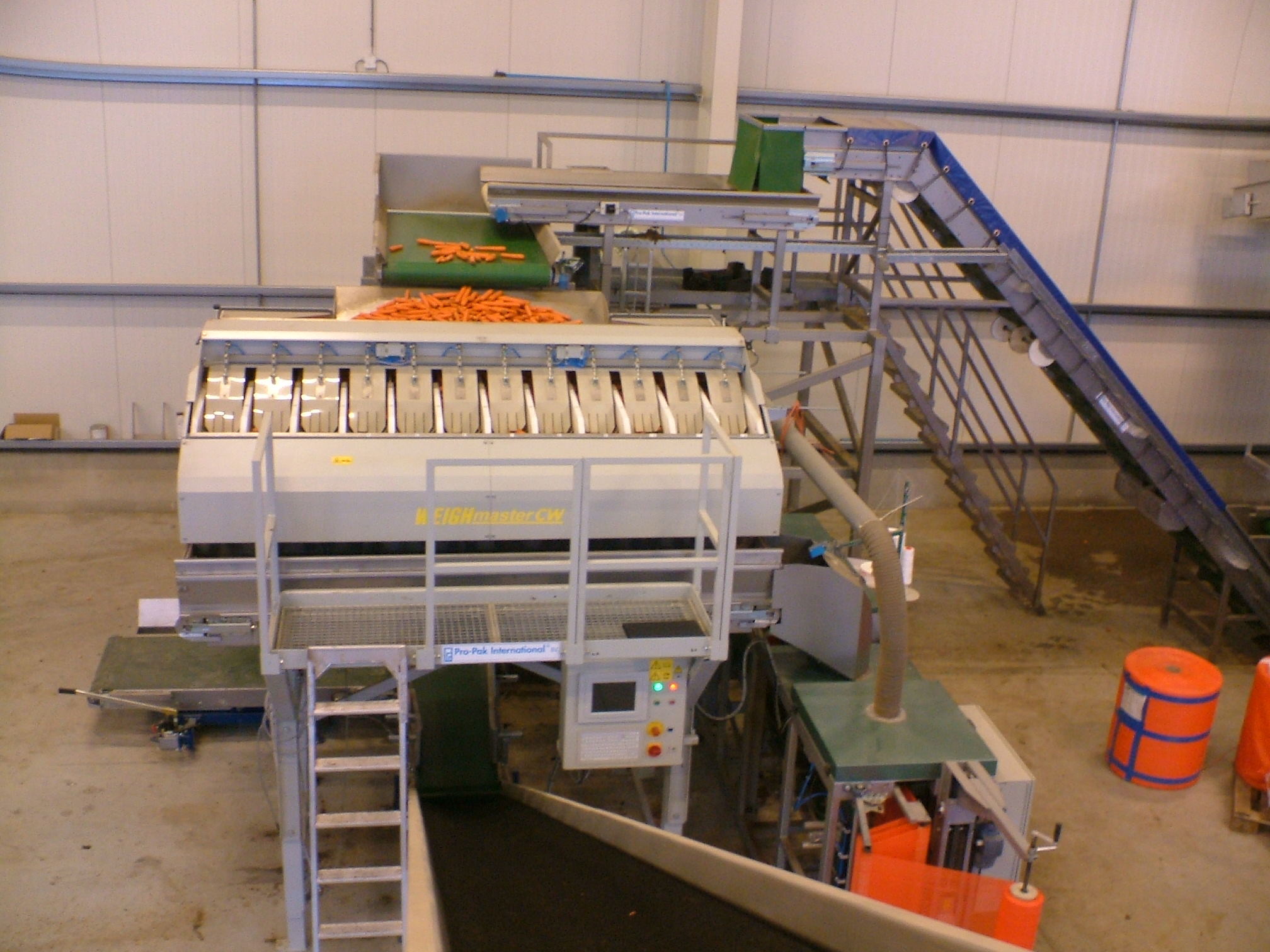
ニンジンの自動計量・パッキング装置
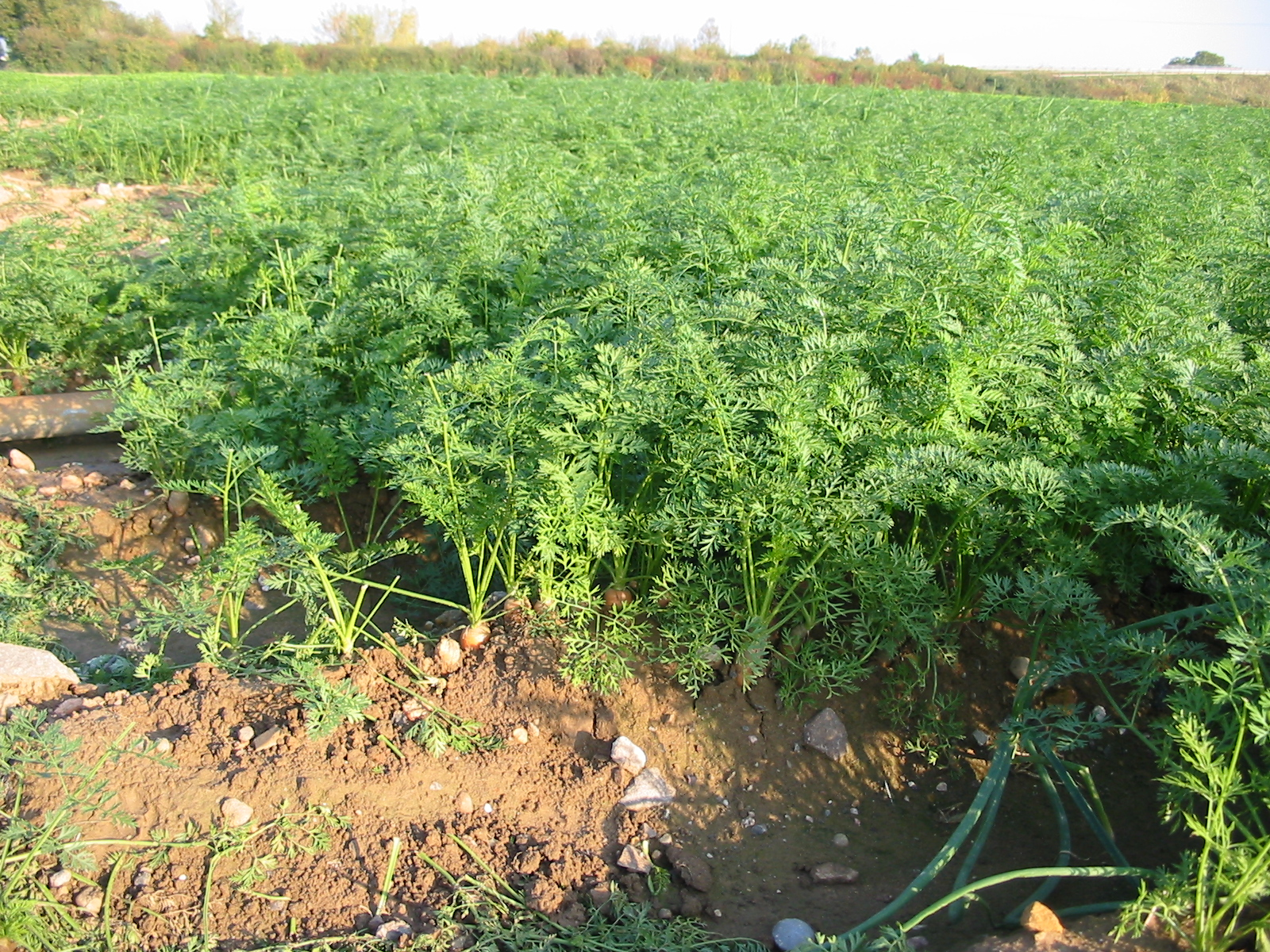
ドイツのニンジン畑
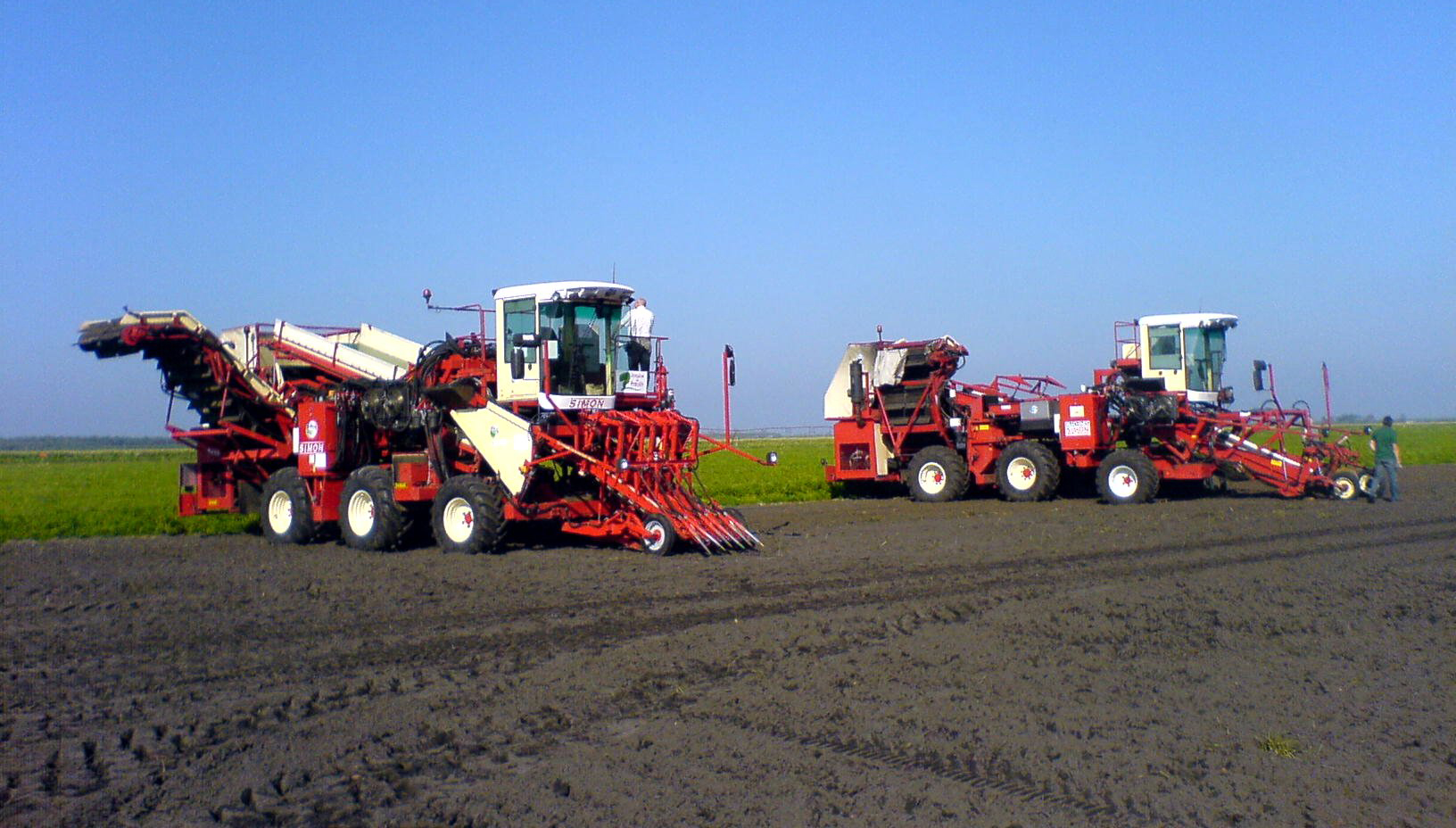
ニンジンの収穫機
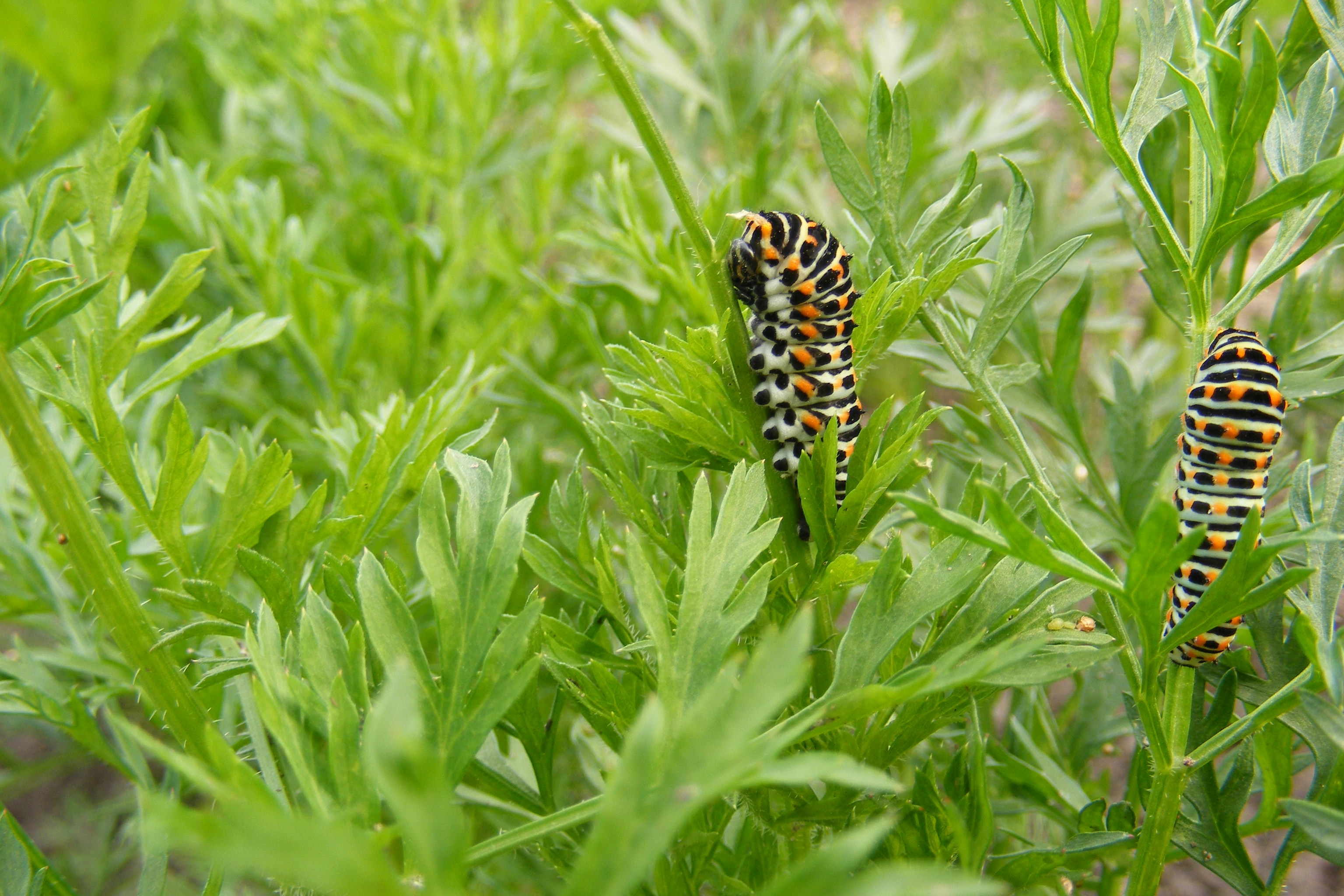
ニンジンの葉を食害するキアゲハの幼虫

### 日本の生産地
日本では最大生産地の千葉県をはじめ、北海道・徳島県（及び青森県、長崎県）などが主産地である。冬ニンジンは、茨城県、埼玉県、愛知県で多く出荷されており、季節により主産地は変わる。輸入品は、中華人民共和国産が多く、ニュージーランド・台湾・オーストラリアなどからも輸入されており、一年を通して安定して供給されている。

## 種類
原産地からヨーロッパで改良された西洋系品種と、中国を経て日本に渡った東洋系品種に大別される。西洋系よりも東洋系の方が肉質が締まり、特有のニンジン臭が強い。一般に出回っているのは西洋種で、現在日本で出回っている東洋種は金時にんじんだけといわれている。品種改良により、特有のにおいを抑えてβカロテン量を増やしたり、使いやすいミニサイズの品種が作られている。

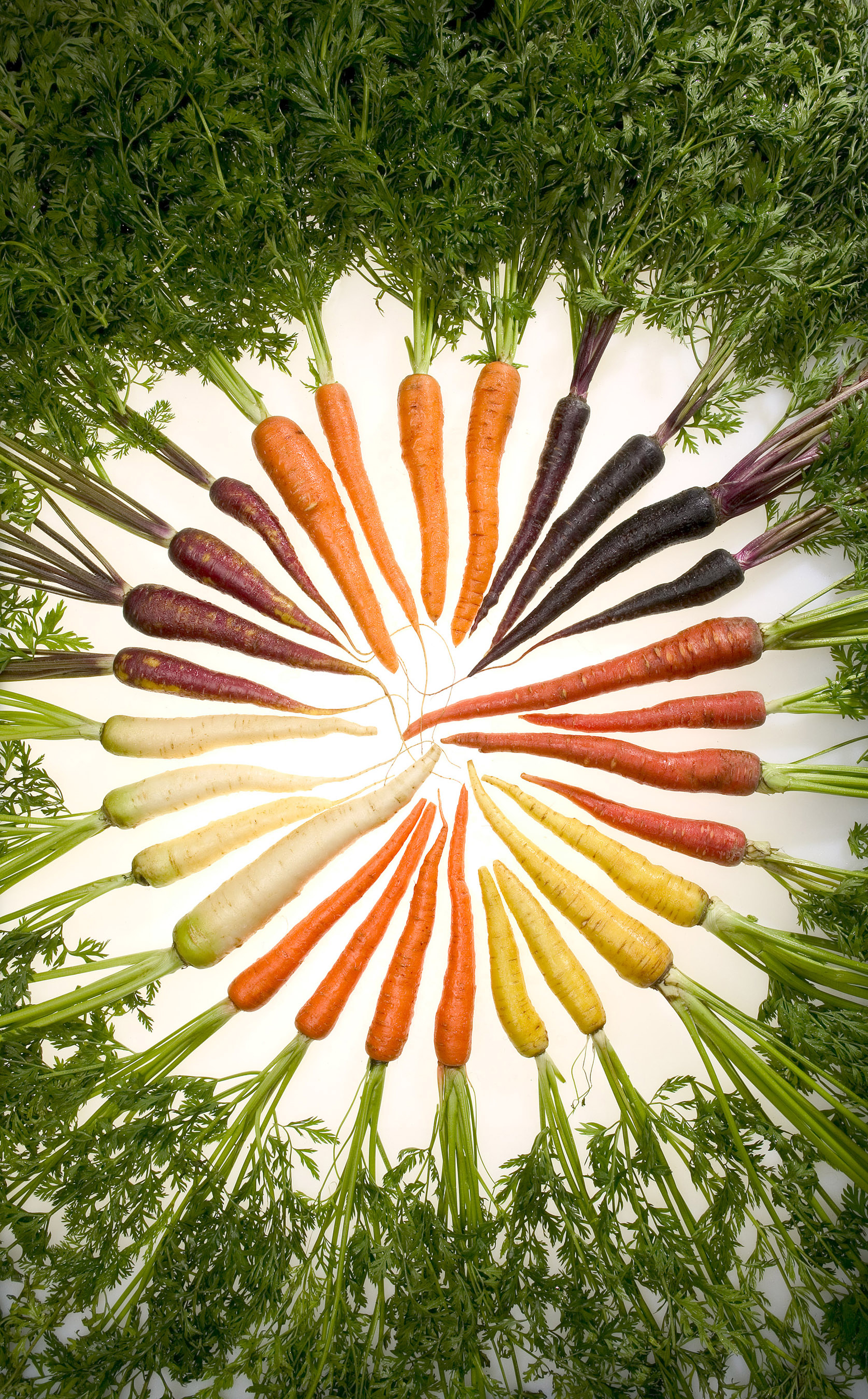
さまざまな色のニンジン

### 東洋系ニンジン
中国で改良された東洋系のニンジンは、江戸時代に日本へ伝えられ、戦前まで各地で作られるようになった。長さ20 cmを超える長根種が多く、赤色の金時にんじんを筆頭に、甘味が強くてニンジン特有の臭いは強いが、煮ても形が崩れにくいので和風の料理に重宝される。なかでも京料理では比較的多く用いられることから金時ニンジンは「京人参」とも呼ばれ、京野菜のひとつに数えられている。しかし、栽培しにくいことがネックとなり、第二次世界大戦後は西洋系ニンジンが主流となってきている。正月料理用などとして、現在でも晩秋から冬にかけて市場に出回るが、栽培量が少ないためこの季節以外では入手が難しい。この他沖縄県の伝統野菜のひとつで黄色い島ニンジンまたはチデークニーと呼ばれる品種や、アフガニスタン原産の黒人参などが東洋系に含まれる。
- 金時にんじん - 京野菜の一つで、別名木津にんじん。30 cmの細長い根とリコピンに由来する濃い赤色が特徴[21]。主に西日本でつくられ[22]、やわらかくて、甘みが強い。お節料理の煮染めやなますに重宝される[20]。
- 熊本長ニンジン - 熊本の伝統品種で、ゴボウのような細長い根を持つ。縁起物として知られ、正月用に出回る[21]。
- 沖縄島ニンジン - 沖縄の在来種で、根が黄色で30 - 40 cmになり、ゴボウのように細長い[22]。ニンジン臭がなく、甘味があり、生食のほか、スープ・炒め物・煮物にされる[21]。
- 金美人参（きんびにんじん） - 中国系のニンジンでカロテンが少なく黄色い品種。ニンジン臭は少なく、肉質がやわらかい[21]。

### 西洋系ニンジン
西洋系ニンジンは、ヨーロッパ原産で、オランダやフランスで改良がすすみ、江戸時代末期に日本に伝来した。現在一般に出回っているのはこの西洋種のニンジンで、主にオレンジ色をしており、甘味もカロテンも豊富に含んでいる。三寸群・五寸群などがあるが、現在は五寸群の五寸ニンジンが中心的な品種で、ちょうど五寸 (15 - 20 cm) ぐらいの長さで、金時ニンジンなどと比べて太めなのが特徴。東洋人参とは異なりニンジン臭が少ない。
- 五寸にんじん：現在、流通されている主流品種。根の長さは15 - 20 cmで、下に向かってやや細くなっている[20]。
  - 碧南鮮紅五寸ニンジン（へきなんせんこうごすんにんじん） - 愛知県碧南市で大正時代から作られている在来種。根の赤い色が濃い五寸にんじん[21]。春先まで収穫できる晩生種[24]。生で食べてもニンジン臭さが少ない[24]。
  - 黒田五寸ニンジン（くろだごすんにんじん） - 長崎で大正時代から作られている西洋ニンジン系の改良品種（固定種）[18]。肉質はやわらかく、ニンジン臭が少ないのが特徴で、生食やジュースにも向く[21]。
- 子安三寸ニンジン（こやすさんずんにんじん） - 日本で改良された西洋系ニンジンの品種で[24]、明治時代にアメリカから北海道に渡った品種が東京で改良されたもの。長さ9 cmほどで、太くて短い逆三角形をしているのが特徴[21][24]。ニンジン臭さが少なく食べやすい[24]。
- ミニキャロット - 長さ10 cmほどの小型種。甘みがあり、香りは弱い。生サラダ、料理の付け合わせに使われる[20]。
- パリジャンキャロット - 直径3 - 4 cmほどの丸い形の品種。グラッセにしたり、料理の付け合わせに使われる[8]。
- ホワイトニンジン - ベルギーやフランスで見られる白いニンジン。品種はルナーホワイトなどがある。加熱しても香りが強く、煮込み料理に使われる[21]。
- 黄ニンジン - ヨーロッパではポピュラーな根が細くて黄色い系統種。イエローストーンなどの品種がある。カロテンのほか、ビタミンCも豊富で甘味がある[21]。
- 紫ニンジン - 根にアントシアニンを含む表面が紫がかった色で、中は橙色の系統種。コズミックパープルなどの品種がある[18]。ニンジン特有の香りが強い[21]。

## 栄養素

### 根
野菜の中では炭水化物が多く、蔗糖を多く含んでいるため、特有の甘味を持っている。ビタミンAの前駆体となるプロビタミンAであるカロテン類が豊富で、根菜類では唯一の緑黄色野菜に分類される。
ニンジン特有の根の色素は含まれている栄養素の一つのβ-カロテンによるもので、その含有量が少ないと赤みが少なく、黄白色になる。一方、濃赤色になる品種にはリコピンという色素が含まれている。カロテンの呼称が英語名キャロットに由来するように、ニンジンのβ-カロテン量は緑黄色野菜の中でもずば抜けて多く、約4分の1本（約50グラム (g)）で、1日のビタミンA必要量がとれるほどである。β-カロテンは生食の場合の吸収率はあまり高くないが、熱に強く脂溶性のため、食用油と一緒に調理すると吸収率は生食の10倍ほど高まる。
またビタミンB1・B2・C、カリウム、食物繊維も多く、栄養的価値が高い。一方、東洋系ニンジンの金時ニンジンに含まれるカロテンは少なく、トマトに含まれるリコペン（リコピン）が多く含まれている。ただし、リコペンはビタミンAには変換されない。
生のニンジンにはビタミンCを失活させるアスコルビナーゼ(ascorbinase, EC 1.10.3.3, 反応)という酵素が含まれているので生食は好ましくないとも言われている。このアスコルビナーゼはビタミンCを破壊するためダイコンなどビタミンCの多い野菜との相性を問題視する説もいわれているが、少量の酢やレモンを混ぜるとアスコルビナーゼのビタミンC破壊作用を弱めることができる。しかし同じくアスコルビナーゼを含むキュウリと同様に、これによって失活されたと見えるビタミンCは、実際は酵素作用によって還元型ビタミンCから酸化型ビタミンCに変異するだけであり、酸化型に変わったビタミンCでも体内で還元型に戻るという可逆的性質を持っているため今日では生理作用も還元型と同等であることが明らかになっている。
ニンジン独特の苦みは、メレイン・6-ヒドロキシメレイン・6-メトキシメレインが原因である。
2004年（平成16年）8月の国際家政学会での発表によると、油を使うなら、200度もの高温は避け、短時間での調理にとどめる方が、カロテンの消化・吸収が良くなる。ニンジンの皮は、出荷される際に強い力で機械洗浄されるため、表面のかたい部分はおおかた剥けているといわれている。β-カロテンなど色素成分になっている栄養素は色の濃い皮に近い部分に多く含まれているので、なるべく皮は剥かずに調理した方が栄養的に多く摂取できる。

### 葉
食する機会は少ないが、ビタミンB群・ビタミンC・ビタミンE・ビタミンK・カリウム・カルシウム・鉄分は根よりも葉に極めて多く含まれる緑黄色野菜である。カロテンについては、根の部分よりは少ない。葉にはイソ酢酸やパルミチン酸などの脂肪酸、酢酸エステルやギ酸エステルなどのエステル、ダウコールやキャロトールなどのアルコール、アサロンなどの精油を含む。これら精油成分が、独特な臭いのもとになっている。
まれに出荷される葉は、野菜炒め・天ぷら・お浸しなどで食べることが可能である。味はセリに似て、独特の清涼感がある。ただし、根を食べる目的で栽培されているニンジンの場合は、葉の部分に農薬がたくさん使われていることもあるため、食べるときは十分に水洗いしたほうがよいといわれている。

## 食材
長さ15 cm内外の短根ニンジンが周年店頭に並び、さまざまな料理に広く利用される。食材としての旬は、春（4 - 7月）と秋冬（11 - 12月）の2回で、春にんじんはみずみずしくて柔らかな歯ごたえがあり、秋冬にんじんは実がしまり加熱すると甘みが出る。ともに、色鮮やかで表面が滑らかでつやがあり、ひげ根は少なく、上部根際が緑色がかっていないものが良品とされる。
生食、炒める、煮るなど、多くの方法で調理が可能である。料理に使うときは、シャトー切り、飾り切り、いちょう切り、半月切り、乱切り、細切りなどにして下ごしらえする。西洋料理のブイヨン（出汁）作りやソフリットなど、料理にうまみを出す用途にも用いられ、甘みの強い素材なので、ハルヴァやケーキなどデザートの素材ともなる。摺り下ろして絞ったジュースも日常的に利用されている。
ビタミン補給や滋養目的には、ニンジンの根をサラダなどにして生食するのが良いといわれている。

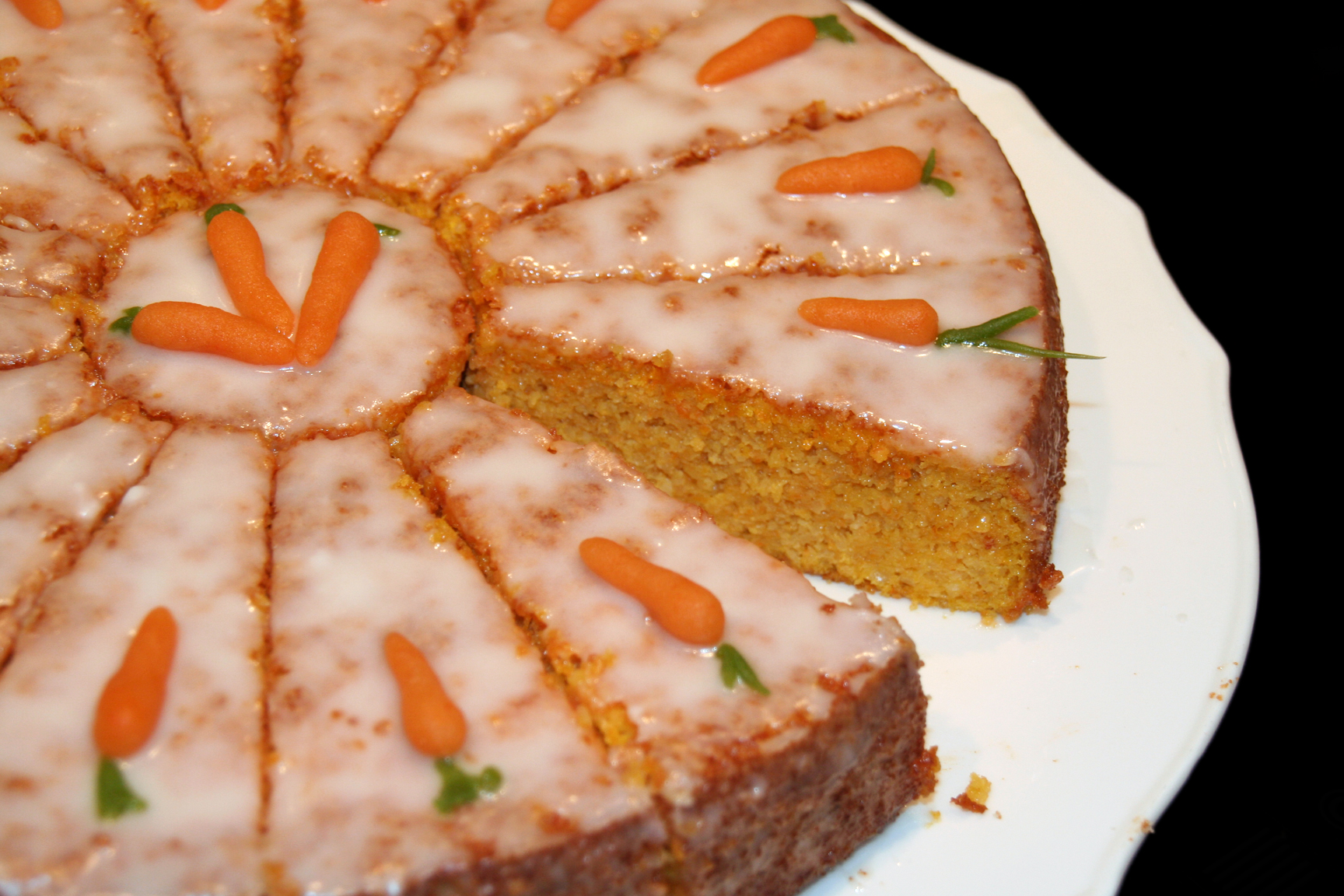
ニンジンのケーキ
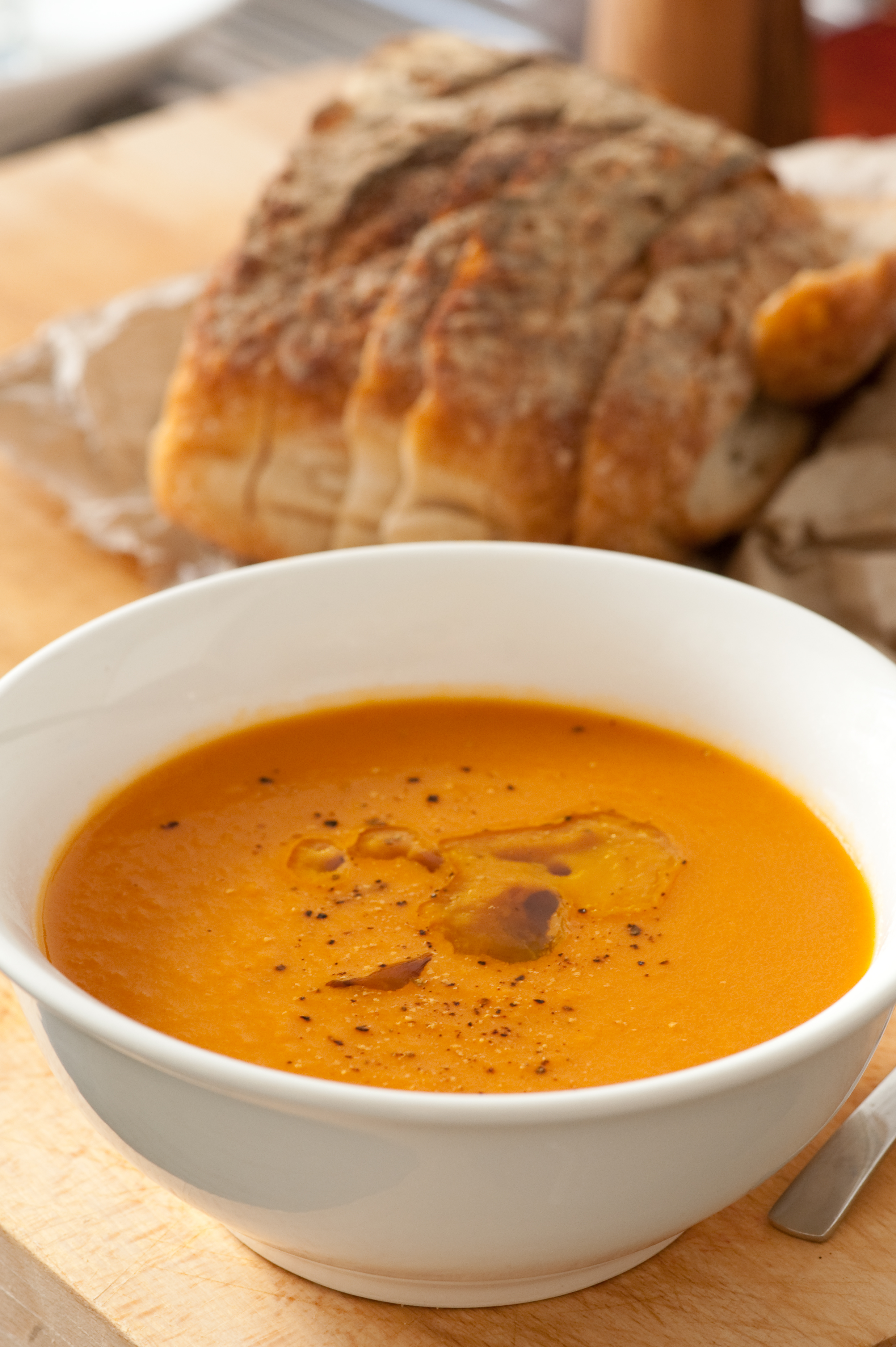
ニンジンスープ
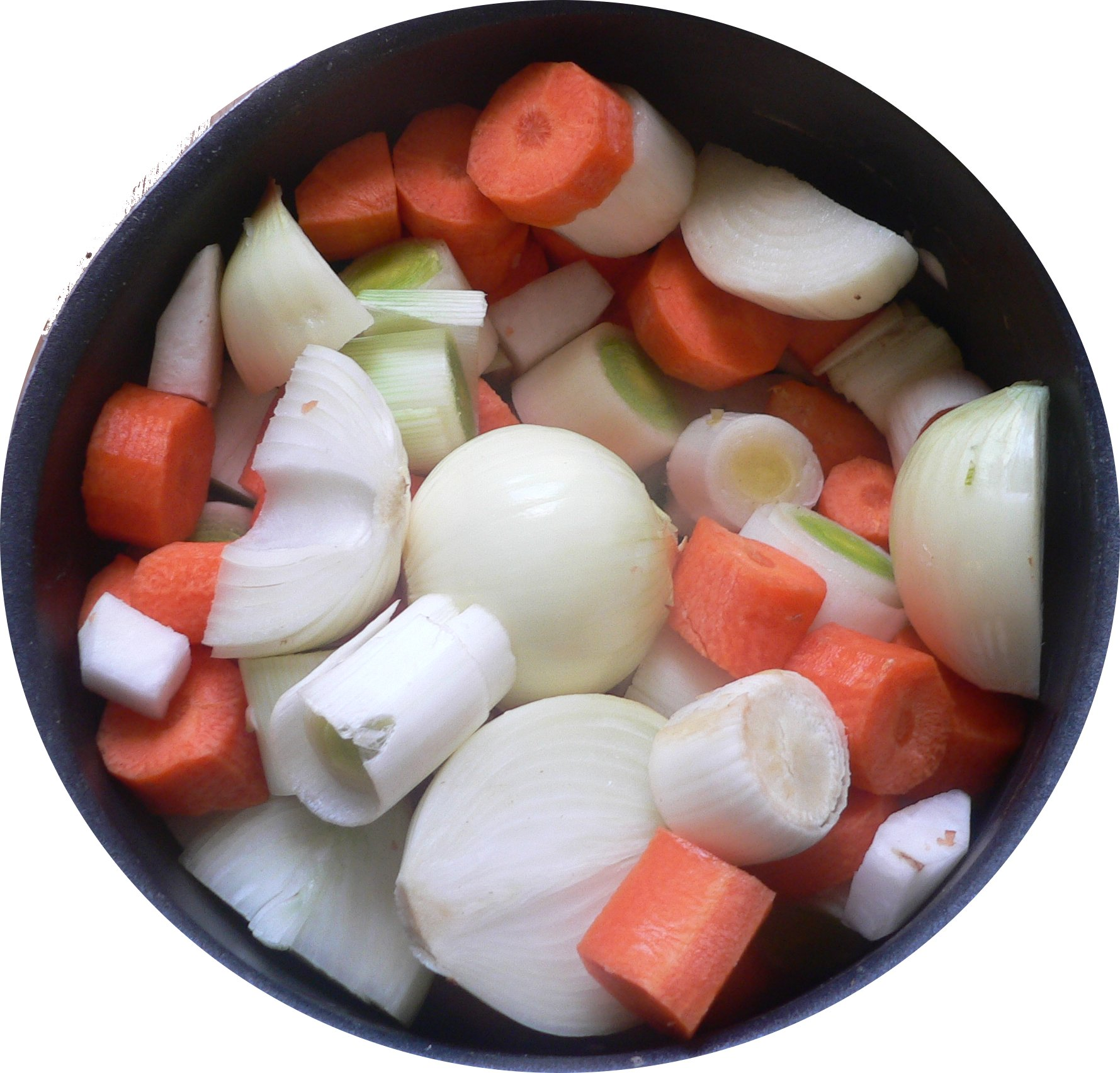
ポトフの材料。タマネギ、ニンニク、リーキ、カブとニンジン
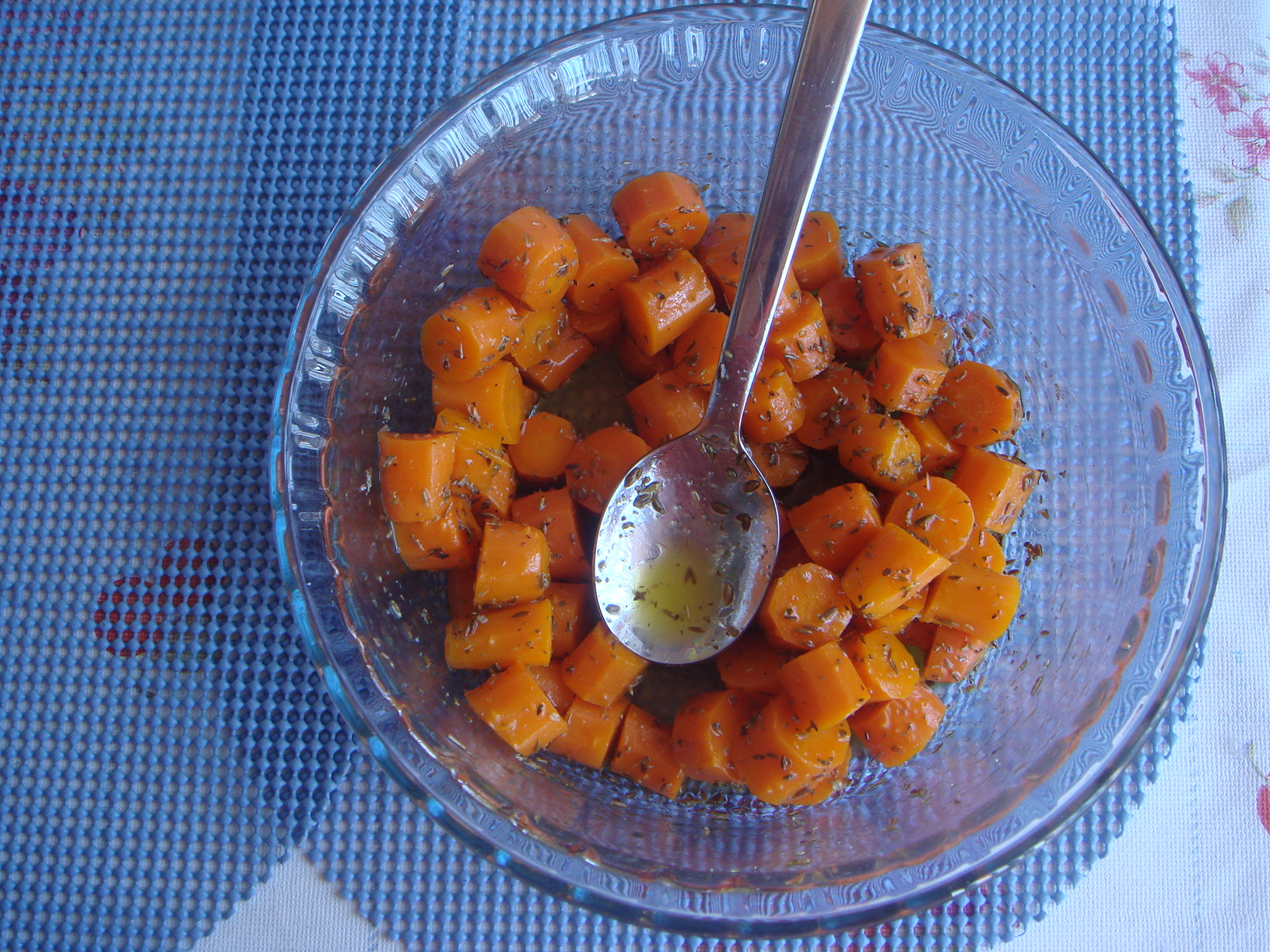
スペインカディス地方のタパス
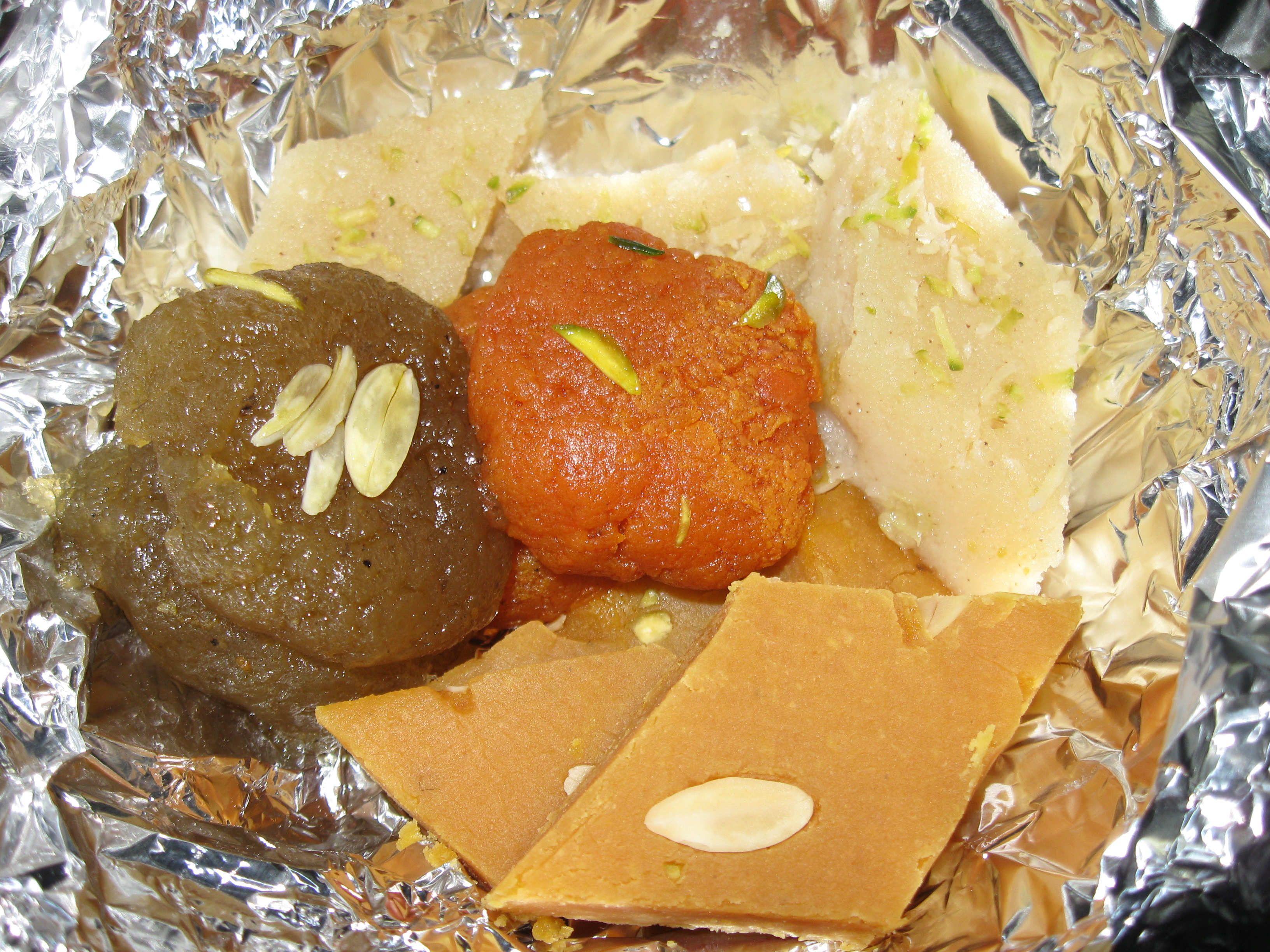
バングラデシュのハルヴァ。中央の橙色がニンジン
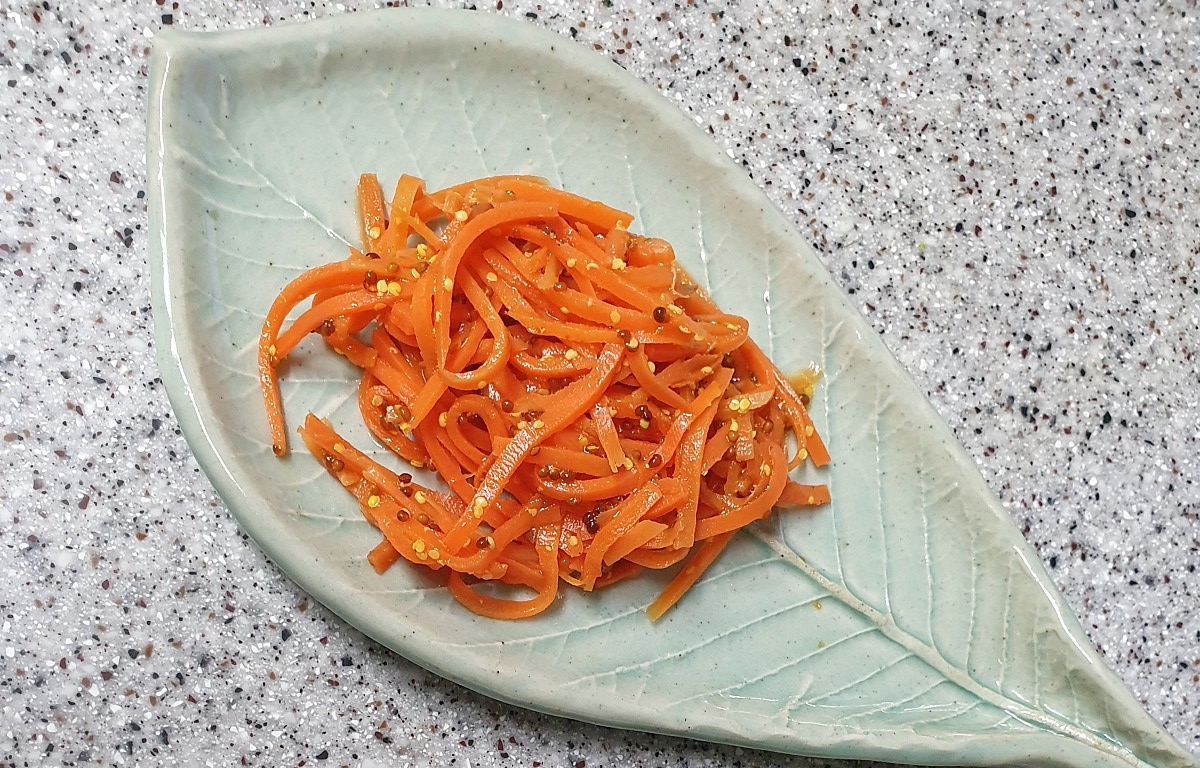
キャロットラペ

### 保存
冬場は紙袋などに入れて涼しい場所に常温保存し、夏場はポリ袋などに入れて冷蔵保存する。切ったものはラップに包んで冷蔵保存すれば2 - 3日ほど持つ。泥付きニンジンは、新聞紙などに包んで涼しい場所に保存しておけばよい。土中に埋めておくと、半年ほど保存することもできる。葉がついている場合は、葉に栄養が取られるので切り落とし、根は同様に保存して、葉はその日で使い切る。多量のエチレンガスを発するリンゴやジャガイモと一緒に保存すると、苦味が生じやすい。
ニンジンをグラッセに調理して冷まし、冷蔵庫で保存すると4 - 5日ほどおいしく食べられる。

### 電子レンジでの発火現象
未調理の状態のごく少量のニンジンを電子レンジで加熱すると、電子レンジのマイクロ波によってニンジン内に電気が発生し、眩いスパーク現象と共に発煙して炭化することがある。これらの現象を回避するには、ニンジンに少量の水をかけるか、一度に調理する量を100 g以上に増やすことが必要である。

## 薬用
薬用とする部位は根で、日本では人参（にんじん）と称している。消化不良・下痢・咳に薬効があり、生で1日約30グラム (g) を煮て食べたり、生食やジュースにしてもよいとされる。体質に関係なく利用でき、慢性の下痢や少し食べるとお腹が張る人によいと言われている。β-カロテンは、体内でビタミンAに変わり、免疫力を高め、活性酸素を抑制する抗酸化作用があり、癌などの生活習慣病の予防に欠かせない成分である。また粘膜を正常にする働きがあり、皮膚や口、目、消化管などの表面を健康に保つ作用がある。金時にんじんなどに含まれる赤い色素リコペンも、抗酸化力を持っている。また、人体にビタミンAが不足すると視力低下や夜盲症が引き起こされる可能性があることが研究により指摘されており、食品としてβ-カロテンが豊富に含まれるニンジンの栄養素が、目の健康維持に役立つことが知られている。
民間療法で、口内炎、扁桃炎などの炎症には、生の茎葉を細かく刻んで、1日量30グラムを水600 ccで半量になるまで煮詰めて、さました煮汁でうがいをすると効果があるといわれている。冷え性には、生の茎葉または干した茎葉を浴湯料にして、布袋に入れて風呂に入れると、葉に含まれる精油成分が作用して、保温の効果がある。
このほか、ニンジンはGI値（グリミック・インデックス）が高いので、糖尿病の人は食べない方がよいという説もあるが、膨大な量のニンジンを食べなければ血糖値が上がることはなく、非現実的な説で実際には誤解であり、ニンジンの豊富な栄養素を摂取することの方が生活習慣病の改善のためにはメリットがある。

## 人参と馬との関係
日本では『馬の好物』とされ、観光牧場ではエサやりイベント用飼料の定番となっている。このイメージから、「馬の鼻先にニンジンをぶら下げて走らせる」という連想が生まれ、人にやる気を出させるための「褒美」のたとえとして「ニンジン」が使われるようになった。
ウマに限らず動物は一般に甘味のあるものを好むため、家畜の調教などで褒美として甘い飼料を与える事がある。ウマの場合、ヨーロッパではリンゴなどの果物やパン・角砂糖が、日本では（安価な）ニンジンが用いられた。このため、日本で育ったウマはニンジンを好むが、他国で育ちニンジンを食べ慣れていないウマは食べなかったり、むしろ嫌う事もある。